# 成田空港問題円卓会議
成田空港問題円卓会議（なりたくうこうもんだいえんたくかいぎ、以下円卓会議）とは、成田空港問題（三里塚闘争）を対話によって解決するために開かれた会議。過去流血を伴いながら続けられた新東京国際空港（現・成田国際空港）の建設について、民主的手続きにより空港と地域との共生について一定の合意がなされたとして、大規模公共事業を進める上での1つのモデルとされる。
なお、「成田空港問題円卓会議」の前身である「成田空港問題シンポジウム」についてもここで記述する。

## 経緯
1966年（昭和41年）7月4日、第1次佐藤内閣 (第1次改造)はs:新東京国際空港の位置及び規模について閣議決定し、新東京国際空港の建設地は千葉県成田市三里塚周辺と定められた。しかし、この決定は地元の合意を得たうえで行われたものではなかったため、農民を中心とした地元住民の激しい反発を招くこととなった。間もなく『三里塚芝山連合空港反対同盟』が結成され、大規模な反対運動が行なわれた。その後反対運動は、新左翼も加わった衝突による実力闘争に発展し、成田空港予定地の代執行をはじめ、反対派並びに警察官や空港建設関係者の双方に、死傷者を出す凄惨な事件も度々発生した。
新東京国際空港自体は1978年（昭和53年）5月20日に開港を迎えたが、反対運動は継続したままとなっていた。
空港開港に前後して話し合いによって問題を解決することが水面下で模索され、大物右翼活動家の四元義隆を通じて反対同盟幹部と日本国政府要人が秘密裏に接触するようになり、1979年（昭和54年）には覚書の締結にまで至ったが、その後内容が事前に読売新聞に漏れて報道されてしまい、話し合い自体が無くなってしまった。
東峰十字路事件の判決が確定した後、反対同盟の熱田派で再び話し合いによる成田空港問題の解決を目指す動きが見られるようになる。1989年（平成元年）に運輸大臣江藤隆美と熱田派の間で公開質問状のやり取りが行われ、翌1990年（平成2年）1月30日には、江藤が現役大臣として現地を訪れて直接対話を実施した。そして1990年11月に熱田派青年行動隊員および千葉大学教授の村山元英らが中心となり、芝山町民有志の会「椎の木むら」を母体として「地域振興連絡協議会」（地連協）を設置し、公開討論によるシンポジウム開催が目指された。この時衆議院議員浜田幸一が、広い参加を呼び掛ける熱田派と千葉県知事沼田武との間で斡旋を行った。
なお、この動きに対し、「空港絶対反対、徹底抗戦」等の強硬路線を堅持している北原鉱治が率いる反対同盟北原派や、これを支援する中核派・革労協狭間派等の過激派は、「国と話し合う連中は許さない」・「地連協の活動を実力で阻止」・「三里塚闘争の裏切り行為を人民の鉄槌によって処断する」などと主張しており、実際に村山はその後中核派によって自宅を放火されている。
反対同盟熱田派はシンポジウム参加の条件として、強制収用申請の放棄、二期工事・B滑走路の白紙化、公正な議論を提示し、日本国政府は1991年（平成3年）5月28日にこれを容認した。政府による条件容認は、反対派にとって驚きを持って受け止められた。
「成田空港問題シンポジウム」は、1991年（平成3年）11月から1993年（平成5年）5月まで、計15回にわたって開催された（詳細は後述）。
「成田空港問題円卓会議」は、1993年（平成5年）9月20日から1994年（平成6年）10月まで、計12回にわたって開催された（詳細は後述）。
シンポジウムおよび円卓会議終了後、日本国政府を代表して、内閣総理大臣村山富市の謝罪などもあり、その後二期工事への土地収用と集団移転に応じる農民・地主が出てきた。反対同盟の小川派は、シンポジウムと円卓会議に参加していなかったが、代表の小川嘉吉はその後行政訴訟を取り下げ、新東京国際空港公団と土地売買契約を締結し、成田空港反対活動を終了した。

## 隅谷調査団
地域振興連絡協議会から依頼を受けて、成田空港問題の原因を究明し、現状を明らかにして解決の途を見出すことを目的に結成された調査団である。構成員は以下の通り。
| 氏名       | 備考                                                                       |
| ---------- | -------------------------------------------------------------------------- |
| 隅谷三喜男 | 団長。東京大学名誉教授。1992年、過激派に自宅へ金属弾を撃ち込まれる。       |
| 高橋寿夫   | 元運輸省航空局長。1998年、過激派に自宅を放火される。                       |
| 宇沢弘文   | 東京大学名誉教授。後に地球的課題の実験村構想具体化検討委員会座長も務める。 |
| 山本雄二郎 | 高千穂大学理事・客員教授。後に成田空港地域共生・共栄会議会長も務める。     |
| 河宮信郎   | 中京大学教授。                                                             |

### 呼称について
調査団の綱領は宇沢が作成し、正式名称を「The Commission to Inquire into the Nature, the Present State, and the Just Solution of the Narita Airport Problem」とした。
この日本語訳・通称として隅谷調査団という呼称を用いることが提案された。リットン調査団を念頭に置き、また"Just Solution（社会正義にかなった解決）"の表現が隅谷の学問的、思想的な側面を表しているというのが理由であった。
当初隅谷は、自分の名前が冠された名称を用いることに躊躇していたが、宇沢が説得した。また、運輸省は大事故発生時の調査団を連想させるとして「調査団」という呼称について難色を示したが、運輸省OBの高橋が「これは戦後最大の事故」であるとして運輸官僚の意見を却下した。

## 成田空港問題シンポジウム
「成田空港問題シンポジウム」は1991年（平成3年）11月から1993年（平成5年）5月まで、計15回にわたって開催された。シンポジウムは隅谷調査団（隅谷三喜男・高橋寿夫・宇沢弘文・山本雄二郎・河宮信郎）主宰で行われ、反対同盟（旧熱田派）・運輸省・空港公団・千葉県が参加した。シンポジウムでは基調報告、意見表明から始まり、成田空港問題に関する一連の議論を討議した。
最終の第15回シンポジウムにて、隅谷調査団の所見「成田空港問題シンポジウムの終結にあたって」を発表し、以下の3項目を提案した。
- 運輸省・空港公団による収用裁決申請の取下げ
- 二期工事B・C滑走路建設計画の白紙化
- 今後の成田空港問題の解決に当たっての新しい場を設けること

上記、新しい場を設けることに基づき、「成田空港問題円卓会議」が開催されることとなった。

### 沿革
- 第1回
  - 1991年11月21日
  - 成田国際文化会館
- 第2回
  - 1991年12月3日
  - 芝山文化センター
- 第3回
  - 1992年1月17日
  - 成田国際文化会館
- 第4回
  - 1992年2月20日
  - 芝山文化センター
- 第5回
  - 1992年3月19日
  - 成田国際文化会館
- 第6回
  - 1992年5月19日
  - 芝山文化センター
- 第7回
  - 1992年7月16日
  - 芝山文化センター
- 第8回
  - 1992年7月30日
  - 成田国際文化会館
- 第9回
  - 1992年9月29日
  - 芝山文化センター
- 第10回
  - 1992年10月28日
  - 芝山文化センター
- 第11回
  - 1992年12月15日
  - 成田国際文化会館
- 第12回
  - 1993年2月9日
  - 成田国際文化会館
- 第13回
  - 1993年3月23日
  - 芝山文化センター
- 第14回
  - 1993年4月27日
  - 芝山文化センター
- 第15回
  - 1993年5月24日
  - 成田国際文化会館

## 成田空港問題円卓会議
「成田空港問題円卓会議」は1993年9月20日から1994年10月まで12回にわたって開催された。円卓会議は隅谷調査団が主催し、構成員は、反対同盟（旧熱田派）・運輸省・空港公団・千葉県・成田市・芝山町・多古町・若干名の地元民間代表とした。
最終の第12回円卓会議にて隅谷調査団の最終所見『成田空港問題円卓会議終結に当たって』で以下の内容を発表し、「現代の我が国が各分野で抱えるこの種の困難な問題解決のために、この地において関係者の皆さんとともに苦労した成果が良き先例として活かされることを強く希望する」とした。
- 対立構造の解消
- 共生懇談会（仮称、成田空港地域共生委員会、現：成田空港地域共生・共栄会議）の設置
- 地球的課題の実験村を設置
- 平行滑走路（B滑走路）のための用地の取得に、あらゆる意味で強制的手段[注釈 7]が用いられてはならず、あくまでも話合いにより解決されなければならない。
- 平行滑走路が完成した時点で、横風用滑走路について環境への影響などを調査した上で改めて提案し、関係する地域社会と十分話し合いを重ね、その賛意を得て進めるのが適当。
- 航空機騒音問題および落下物対策について、国の約束した各対策および取り組みを確実に実施すること。
- 地域振興策について、国や県はそのために必要な措置を講ずるよう努力すること。

隅谷は「共生とは立場の違うものが集まってひとつの方向を見いだしていくこと。従来の不信感をも乗り越えて、新しい明るい空港と地域の展開を熱望します。これをもって最後の円卓会議を閉じることと致します」と挨拶を述べ、円卓会議を締めくくった。
隅谷は著書で、このような国側の反省と謝罪の背後には、反対同盟と話し合いを継続し謝罪の言葉を繰り返し述べた行政担当者の労苦があったとしている。旧熱田派側からも、所信受け入れの表明で「さまざまな試行錯誤、苦悩の末、自ら方針転換を決断した運輸省の関係者に対して、心からの敬意を表します」と述べられている。
この円卓会議終了時、東峰十字路事件発生時の機動隊の総括責任者であり、運輸大臣として臨んでいた政治家の亀井静香が、同事件の元被告の旧熱田派事務局長と握手を交わしている。
1994年12月10日、第17回円卓会議拡大運営委員会が開催された。そこで「成田空港地域共生委員会設置要綱」・「円卓会議の合意事項」・「空港公団における情報公開」・「地球的課題の実験村構想具体化検討委員会」が決定した。

### 沿革
- 第1回
  - 1993年9月20日
  - 成田国際文化会館
- 第2回
  - 1993年10月19日
  - 芝山文化センター
- 第3回
  - 1993年12月9日
  - 成田国際文化会館
- 第4回
  - 1994年1月25日
  - 成田国際文化会館
- 第5回
  - 1994年2月22日
  - 成田国際文化会館
- 第6回
  - 1994年3月29日
  - 芝山文化センター
- 第7回
  - 1994年4月26日
  - 芝山文化センター
- 第8回
  - 1994年5月26日
  - 芝山文化センター
- 第9回
  - 1994年6月23日
  - 成田国際文化会館
- 第10回
  - 1994年7月26日
  - 芝山文化センター
- 第11回
  - 1994年9月13日
  - 芝山文化センター
- 第12回
  - 1994年10月11日
  - 成田国際文化会館